# Yvonne Bornand
Yvonne Bornand (16 mei 1907 - ?) was een Zwitserse schermster. Zij nam deel aan de Olympische Zomerspelen van 1936.

## Belangrijkste resultaten

### Olympische Zomerspelen
| Jaar | Plaats  | Discipline | Onderdeel              | Resultaat                           |
| ---- | ------- | ---------- | ---------------------- | ----------------------------------- |
| 1936 | Berlijn | schermen   | floret individueel (v) | vijfde (eerste ronde; vijfde reeks) |